# Dectocraspedon braziliensis
Dectocraspedon braziliensis là một loài bướm đêm trong họ Noctuidae.